# Zaginione historie
Zaginione Historie (ang. The Lost Stories ) – jedenasty tom serii powieści fantasy Zwiadowcy, napisanych przez  australijskiego pisarza Johna Flanagana.

## Opis fabuły
Kim był Halt, zanim został królewskim zwiadowcą w Araleunie? W jakich okolicznościach zginęli rodzice Willa i jak trafił do sierocińca w Zamku Redmont? Skąd wzięli się dodatkowi goście na romantycznej kolacji Gilana i Jenny? Co się dzieje z konikami zwiadowców po zakończeniu swej wiernej służby w Korpusie Zwiadowców? Książka odpowiada na te oraz inne pytania, którymi przez lata zalewali autora fani serii.